# FMV (entreprise)
 (août 2025).
Si vous disposez d'ouvrages ou d'articles de référence ou si vous connaissez des sites web de qualité traitant du thème abordé ici, merci de compléter l'article en donnant les références utiles à sa vérifiabilité et en les liant à la section « Notes et références ».
Pour les articles homonymes, voir FMV et Forces motrices.
FMV SA (Forces Motrices Valaisannes) est une entreprise suisse d'électricité dont le siège est à Sion.

## Présentation
FMV est une entreprise suisse œuvrant dans le domaine de l’électricité. Elle développe ses activités autour de trois métiers : producteur, transporteur et négociant en électricité. Elle fournit également ses services dans différents secteurs du domaine électrique en étant par exemple copropriétaire du réseau de bornes de recharges evpass.
FMV est axée sur la production hydroélectrique. Elle dispose de son propre parc de production, mais également des participations dans d’autres unités de production. Active essentiellement dans le canton du Valais (au sud de la Suisse), FMV joue un rôle d’organisme faîtier de la politique énergétique cantonale valaisanne.
FMV est une société anonyme d’économie mixte de droit privé, dotée d’un capital-actions de 100 millions de francs suisses.

## Historique
À ses débuts, l'activité de FMV consistait en la gestion de ses participations dans diverses sociétés en relation avec la production et la distribution de l'électricité en Valais. En 1982, elle rachète le réseau de transport et de distribution de Lonza, en Valais central et le Bas-Valais. En 1987, elle acquiert la partie haut-valaisanne du même réseau Lonza ainsi que 20 % de la société de production de l'Alusuisse Rhonewerke
La loi cantonale de 1990 confère à FMV la mission de défendre les intérêts publics valaisans dans l'économie hydroélectrique et la gestion de la principale ressource naturelle valaisanne: l'eau.
En 1993, la société devient véritablement productrice d'électricité en rachetant (70 %) la société Rhonewerke. Enfin, en 2005, elle modifie sa raison sociale en abandonnant le nom générique de « Forces motrices valaisannes » pour devenir « FMV ».